# Station Balham
Balham is een station van de metro van Londen aan de Northern Line en National Rail aan de Brighton Main Line.

## Geschiedenis

### West End of London and Crystal Palace Railway
In 1856 opende de West End of London and Crystal Palace Railway een halte bij de Balham Church aan de westkant van de Balham High Road onder de naam Balham Hill. Van meet af aan werd de dienstuitvoering op de lijn tussen Crystal Palace en Wandsworth Common in handen gelegd van de London, Brighton and South Coast Railway (LBSCR). In 1859 was de lijn verlengd tot Pimlico waar Station London Victoria zijn voltooiing naderde. De LBSCR kocht het lijntje naar Crystal Palace en begon, in het kader van de spoorverdubbeling tussen Victoria en East Croydon, met de bouw van een groter station aan de oostkant van Balham High Road dat in 1863 de halte verving. Om de capaciteit te vergroten werden tussen 1890 en 1897 wijzigingen aan de lijn doorgevoerd. In 1911 was de tak naar Crystal Palace onder de draad gebracht en in 1913 werd begonnen om ook de andere treindiensten te elektrificeren. De Eerste Wereldoorlog onderbrak de werkzaamheden en de bovenleiding was pas in 1925 gereed. In 1921 was de LBSCR door een nieuwe spoorwegwet opgegaan in de Southern Railway die in 1925 besloot tot elektrificatie met een derde rail. Station Balham werd tussen juni 1928 en september 1929 omgebouwd.

### Underground
In 1922 diende UERL, de eigenaar van de City and South London Railway (C&SLR), een voorstel in om de metrolijn verder naar het zuiden door te trekken. Van de voorgestelde station werden er zeven, waaronder Balham, goedgekeurd en de aanleg begon in 1923. Hoewel al een stationsgebouw voorhanden was bouwde de C&SLR, ter wille van de zichtbaarheid van de metro, zelfs twee toegangsgebouwen ten westen van het station aan weerszijden van de Balham High Road. Deze werden opgetrokken in de stijl van het standaardontwerp dat Charles Holden voor de verlenging had gemaakt. Charles Holden was ingehuurd door Franck Pick, de algemeen directeur van UERL, uit onvrede over de ontwerpen van huisarchitect Stanley Heaps. Holden ontwierp een betonnen doos van twee bouwlagen bekleed met witte portlandsteen met een deuropening op de begane grond en daarboven een glazen wand. Op het glas kwam het grote logo van de Londense metro geflankeerd door twee zuilen met een kapiteel in de vorm van het logo van de Londense metro in 3D. Hierdoor was het ontwerp meteen herkenbaar als metrostation.De zuidelijke verlenging werd op 13 September 1926 geopend, echter zonder Balham waar de metro's pas vanaf 6 december 1926 stopten. In 1937 kregen de Hampstead Tube en de C&SLR de gemeenschappelijke naam Northern Line.

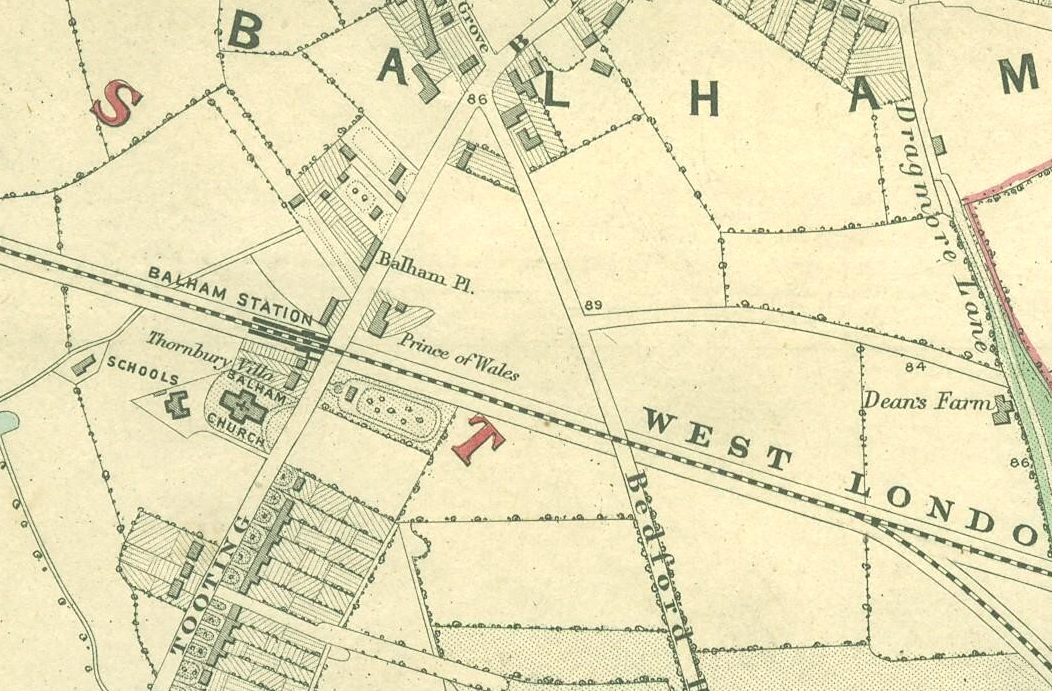
Het station in 1862 in het nog landelijke Balham
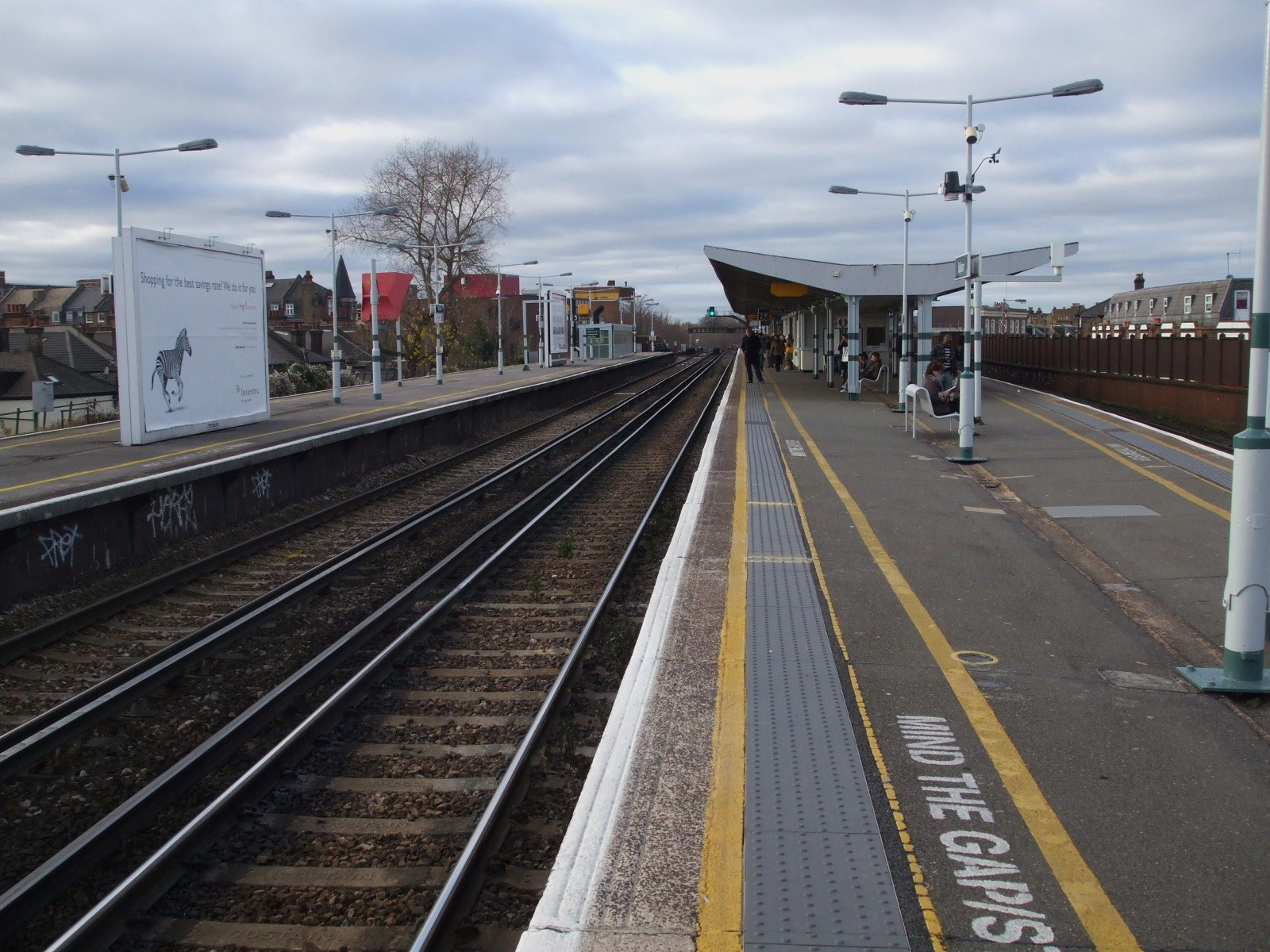
Perrons en sporen gezien uit het oosten op 21 december 2008
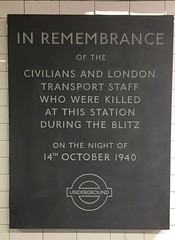
De gedenkplaat uit 2016

### Tweede Wereldoorlog
Tijdens de Tweede Wereldoorlog was Balham een van de vele diep gelegen metrostations die als schuilkelder werden gebruikt. In de avond van 14 oktober 1940 werd de weg boven het noordelijke perroneinde geraakt door een 1400 kg semi-pantserdoorborende fragmentatiebom. De bom boorde zich letterlijk in de grond en ontplofte pas toen een dwarstunnel tussen de perrons werd geraakt. De ontploffing veroorzaakte een enorme krater waar een geparkeerde dubbeldekker in wegzakte. De gebroken waterleidingen en riolen zorgden ondergronds voor een vloedgolf met water en puin door de metrotunnels die op 91 meter na het 2,3 km noordelijker gelegen Clapham Common bereikte. Volgens de Commonwealth War Graves Commission(CWGC), werden zesenzestig mensen in het station gedood, hoewel sommige bronnen melden dat 64 burgers en 4 personeels leden omkwamen, en vielen er meer dan zeventig gewonden. Door de schade op spoorniveau was de lijn tot 12 januari 1941 tussen Tooting Bec en Clapham Common gesloten. In oktober 2000 werd een gedenkplaat in de stationshal opgehangen met de vermelding van 64 doden, wat ook toen al niet overeenkwam met de bronnen. Tien jaar later werd de gedenkplaat vervangen door een zonder vermelding van het aantal slachtoffers. Op 14 oktober 2016 werd de tweede gedenkplaat door een exemplaar uit Welshe leisteen. De twee eerdere gedenkplaten zijn opgeslagen in het London Transport Museum. In de roman Atonement van Ian McEwan wordt het bombardement kort genoemd al is het in het boek september 1940. De op het boek gebaseerde film laat de overstroming van het station zien waarbij de hoofdpersoon omkomt, de film plaatst het bombardement op 15 oktober 1940. In het kinderboek Billy's Blitz van Barbara Mitchelhill vermeldt het bombardement ook omdat Billy en zijn familie in de nacht van 14 oktober 1940 schuilen in het metrostation. Ook Ben Aaronvitch noemt de overstroming in zijn roman Whispers Under Ground.

## Ligging en inrichting
Het station ligt op de hoek van de Balham High Road (A24) en de Balham Station Road in het centrum van Balham in het zuid Londense stadsdeel Wandsworth. De betonnen aanbouw uit 1926 door de underground wordt beheerd, het bakstenen deel  uit 1863 werd tijdens de sectorisatie van British Rail, in de jaren tachtig van de twintigste eeuw, beheerd door Network South East. De privatisering in de jaren negentig van de twintigste eeuw betekende dat het beheer overging op franchisenemer Connex South Central. Deze franchise ging in 2000 over op Southern die sindsdien ook het bakstenen deel beheert. Balham is het enige gecombineerde metro/trein station aan de Morden tak van de Northern Line.    

### Bovengronds
De twee eilandperrons liggen oost-west op het talud ten oosten van het stationsgebouw. Ten westen van het station loopt de viersporige spoorlijn via Wandsworth Common naar Victoria op 7,5 km afstand. Ten oosten van het station buigt de Brighton Main Line af naar het zuiden naar Streatham Common met een aftakking naar Mitcham Eastfields. Recht naar het oosten loopt de lijn naar Crystal Palace via Streatham Hill met het depot van de Southern Railway. De noordkant van het talud ter hoogte van de perrons wordt gevormd door een hoge bakstenen muur langs Balham Station Road. Deze muur is opgesierd met vier koudgegoten bronzen reliëfs van de hand van Christine Thomas en Julia Barton. Deze zogeheten "Impressions of Balham", die buurtbewoners en alledaagse taferelen uitbeelden, werden in 1991 aangebracht door de stadsdeelraad van Wandsworth. De perrons zijn toegankelijk via een tunnel onder de sporen die aansluit op een gang langs Balham Station Road.  
Het stationsgebouw uit 1863 biedt aan de oostkant toegang tot de gang naar de perrontunnel en aan de westkant tot het oostelijke toegangsgebouw van de underground. Net als bij de andere stations van de underground verlenging werd het standaard ontwerp aangepast aan de plaatselijke bebouwing. In dit geval moest het oostelijke gebouw worden ingepast tussen het station en het viaduct van de spoorlijn, het westelijke gebouw is iets breeder opgezet op de hoek Balham High Road / Chesnut Grove. In afwijking van het standaardontwerp liggen de toegangen in beide panden niet onder maar naast de glazen wand met het logo van de Londense metro. Het stationsgebouw werd ten behoeve van de underground uitgebreid met een kubus tegen de westgevel in de stijl van Holden. Op de luifel is boven elke toegang een logo van de Londense metro geplaatst en de glazen wand met het grote logo ligt onder een hoek van 45° tussen de ingangen boven een blinde muur. Inpandig zijn de underground toegang en het oude deel uit 1863 met elkaar verbonden. Het westelijke toegangsgebouw is voornamelijk een brede in het oog springende gevel in de stijl van Holden.

### Ondergronds
De beide toegangsgebouwen van de undergrond zijn ondergronds onderling verbonden met een voetgangerstunnel. Deze tunnel is via een vastetrap en twee roltrappen onder het kruispunt verbonden met de perrons. De perrons van het dubbelgewelfdstation liggen ten noorden van het kruispunt. Omdat de metrotunnels zowel ten zuiden als ten noorden van het station tegen elkaar liggen zijn de perrons licht gebogen zodat er ruimte is voor de perrons tussen de sporen. De wanden zijn afgewerkt met de eveneens door Holden ontworpen geglazuurde tegels. 

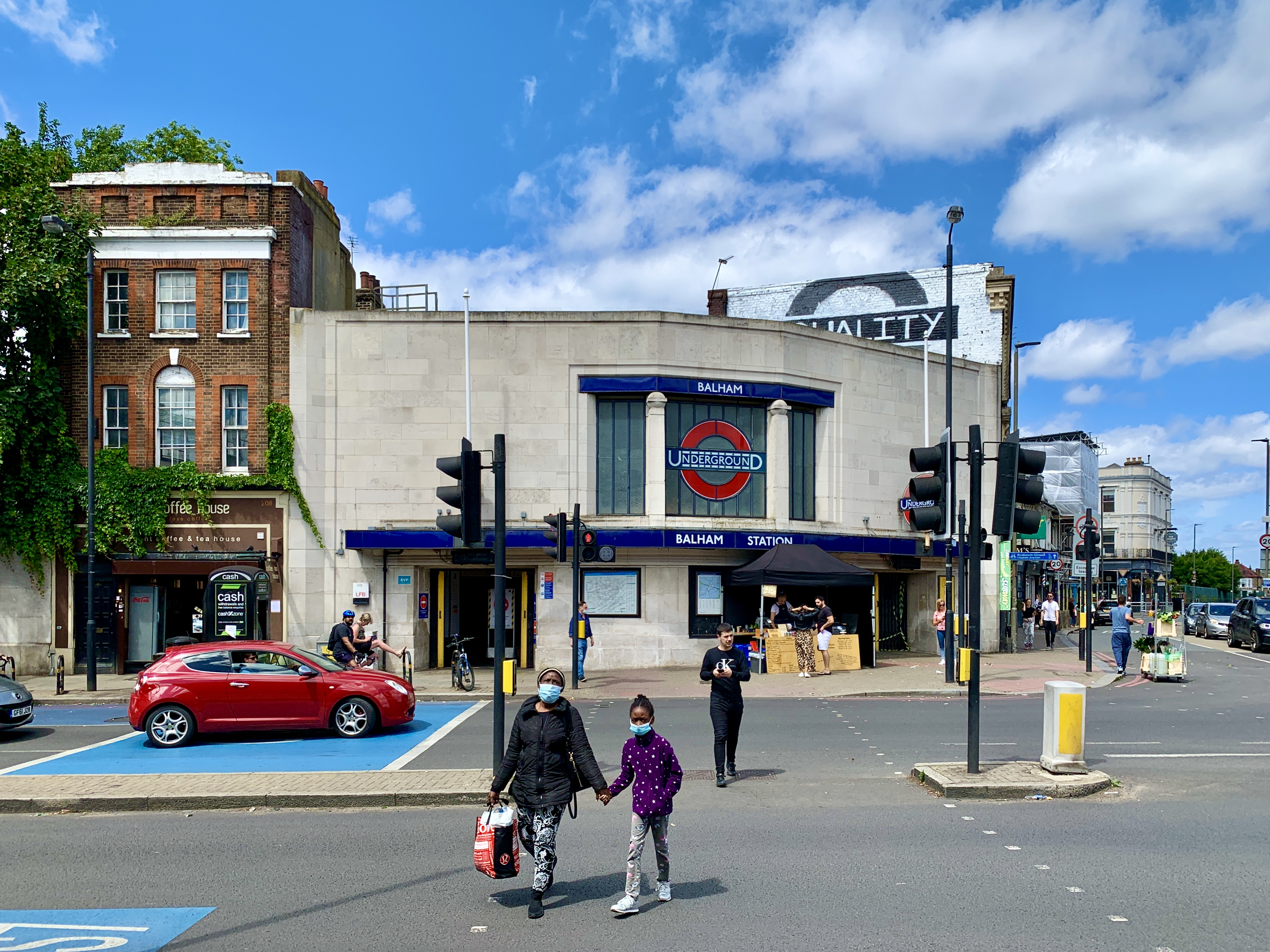
Het westelijke toegangsgebouw op 5 juli 2020
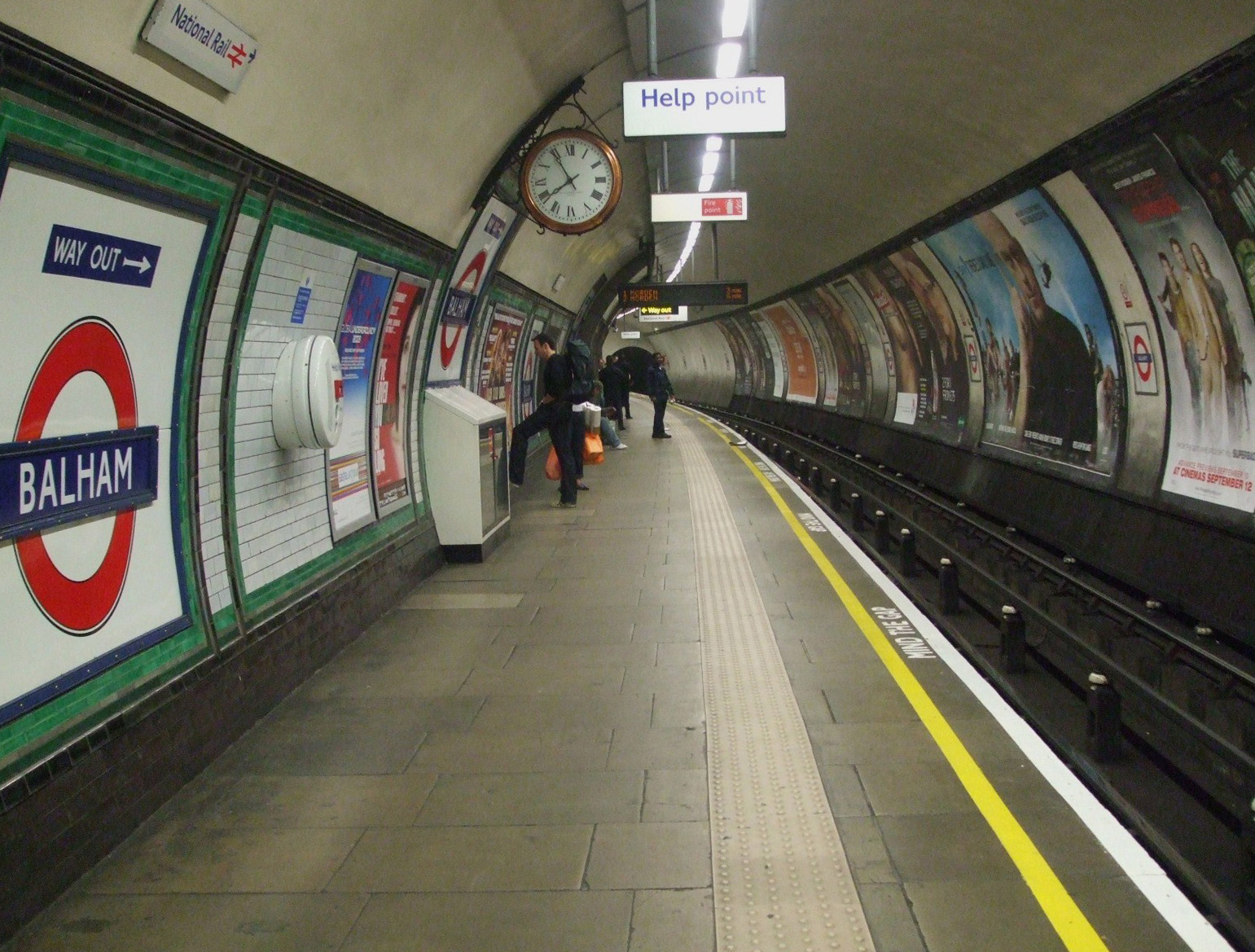
Het perron voor de richting Morden, met een wegwijzer naar de spoorlijn bovengronds
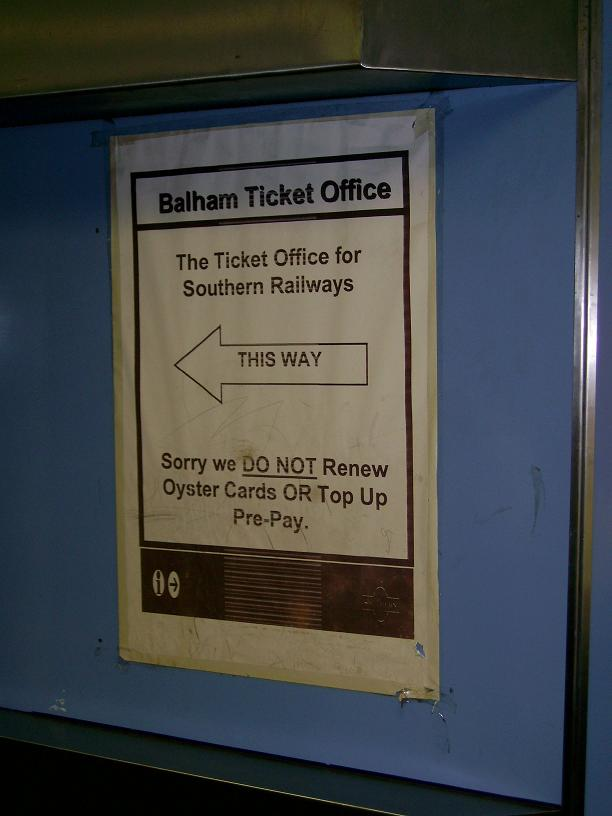
Geen metrokaartjes bij Southern Railways

## Reizigersdienst
De bovengrondse treindienst begint om 5:27 naar Milton Keynes Central. Gedurende de dag wordt de volgende frequentie aangehouden:
- 10 t/u naar Londen Victoria
- 2 t/u naar Epsom Downs via Norbury
- 2 t/u naar Sutton via Norbury
- 2 t/u naar London Bridge via Forest Hill
- 2 t/u naar West Croydon via Crystal Palace
- 2 t/u naar Epsom via Hackbridge
- 1 t/u naar Milton Keynes Central
- 1 t/u naar East Croydon

De kaartverkoop van trein en metro zijn strikt gescheiden en reizigers moeten dan ook het juiste loket of kaartautomaat kiezen. 